# Knock on Wood (альбом Едді Флойда)
Knock on Wood — дебютний студійний альбом американського соул співака Едді Флойда, який було випущено в 1967 році на лейблі Stax Records.

## Список композицій

### Перша сторона
1. «Knock on Wood» (Кроппер, Флойд) — 3:05
2. «Something You Got» (Кеннер) — 3:05
3. «But It's Alright» (Джексон, Таббз) — 2:53
4. «I Stand Accused» (Б. Батлер, Дж. Батлер) — 3:21
5. «If You Gotta Make a Fool of Somebody» (Кларк) — 2:46
6. «I Don't Want to Cry» (Лютер Діксон, Ч. Джексон) — 2:50

### Друга сторона
1. «Raise Your Hand» (Кроппер, Флойд, Ізбелл) — 2:26
2. «Got to Make a Comeback» (Флойд, Джо Шемвелл) — 2:40
3. «634-5789» (Кроппер, Флойд) — 3:03
4. «I've Just Been Feeling Bad» (Кроппер, Флойд) — 2:42
5. «High-Heel Sneakers» (Роберт Хіггінґботем) — 2:43
6. «Warm and Tender Love» (Робінсон) — 3:32

## Учасники запису
- Едді Флойд — вокал
- Стів Кроппер — електрична гітара
- Букер Т. Джонс — орган, фортепіано
- Айзек Хейз — продюсер, фортепіано
- Дональд «Дак» Данн — бас-гітара
- Ел Джексон, мл. — ударні

### The Memphis Horns
- Вейн Джексон — труба

## Позиції у чартах

### Сингли
| Сингл             | Інформація                                                                                                   |
| ----------------- | --- |
| «Knock on Wood»   | - Сингл Stax 194, 1966 - Сторона Б: «Got to Make a Comeback» - US Pop Singles #28 - US Black Singles #1      |
| «Raise Your Hand» | - Сингл Stax 208, 1967 - Сторона Б: «I've Just Been Feeling Bad» - US Pop Singles #79 - US Black Singles #16 |